# Echinacea (plant)
Echinacea is een geslacht bestaande uit negen soorten bloemplanten in de familie Asteraceae, allen van nature voorkomend in de centrale en oostelijke delen van Noord-Amerika.
Sommige soorten, waaronder Echinacea purpurea, Echinacea angustifolia en Echinacea pallida, worden gebruikt als tuinplanten.

## Soorten
Soorten en variëteiten binnen het geslacht Echinacea zijn:
- Echinacea angustifolia DC.
  - Echinacea angustifolia var. angustifolia
  - Echinacea angustifolia var. strigosa
- Echinacea atrorubens (Nutt.) Nutt.
- Echinacea laevigata (C.L.Boynton & Beadle) S.F.Blake
- Echinacea pallida (Nutt.) Nutt.
- Echinacea paradoxa Britton - Gele zonnehoed
  - Echinacea paradoxa var. neglecta
  - Echinacea paradoxa var. paradoxa
- Echinacea purpurea (L.) Moench - Rode zonnehoed
- Echinacea sanguinea Nutt.
- Echinacea simulata McGregor
- Echinacea tennesseensis (Beadle) Small

## Werking
Aan een aantal planten worden medicinale eigenschappen toegeschreven:
Meestal wordt met de benaming "Echinacea" een bereiding bedoeld van de bovengrondse delen van Echinacea purpurea (Rode zonnehoed), de bekendste, en verreweg de meest onderzochte soort. Fytotherapeutische bereidingen van de bovengrondse delen van deze plant worden in verband gebracht met immuunversterking (bijvoorbeeld bij griep) en infecties van de bovenste luchtwegen, zoals verkoudheid. Het gaat hier dan wel om 300-400 milligram of meer (> 300mg) en niet om homeopathische middelen.
Onderzoek uit 2011 toont geen significant verschil tussen echinacea en een placebo. De conclusie van het onderzoek is dat echinacea geen wezenlijke invloed heeft op het verloop van verkoudheid. Een eerdere meta-analyse uit 2007 concludeerde dat Echinacea de duur van een verkoudheid met gemiddeld 1,4 dagen vermindert.
Het middel Echinaforce is het bekendste voorbeeld van een uit Echinacea purpurea bereid middel.
- Echinacea angustifolia: Een bereiding van de wortel van deze plant wordt soms aan Echinacea purpurea producten toegevoegd, maar ook als simplex wordt het middel ingezet (bij dezelfde indicaties als Echinacea purpurea). De werkzaamheid is niet onderbouwd.
- Echinacea pallida: Aan de wortel van deze plant worden door sommigen vergelijkbare eigenschappen toegedicht als aan bovengenoemde twee planten. Niettemin is er eigenlijk geen klinisch onderzoek dat deze bewering ondersteunt.